# Tjaereborg
Tjaereborg war ein deutscher Reiseveranstalter der Rewe Group. Die Touristik der Rewe Group trägt mit 2,97 Milliarden Euro zu 5,8 % zum Gruppenumsatz bei und ist mit einem Marktanteil von 17,89 % Nummer 2 am deutschen Veranstaltermarkt. Zwischen 2006 und 2013 firmierten die Pauschalveranstalter der Rewe unter dem Namen Rewe Touristik Gesellschaft mbH. Tjaereborg war seitdem eine Marke dieses Unternehmens. Seit 2013 firmieren die Pauschalveranstalter der Rewe unter DER Touristik Group. Ab Juli 2014 wurde das Angebot von Tjaereborg Indi durch die neue Marke Travelix ersetzt, der größte Teil des Katalogangebots von Tjaereborg wurde zum 1. November 2014 von der Marke ITS übernommen.

## Geschichte
Im dänischen Ort Tjæreborg schlossen sich im Jahr 1950 einige Gemeindemitglieder zusammen, um gemeinsam nach Spanien zu reisen. Ihr evangelischer Pfarrer Eilif Krogager übernahm die Organisation. Er holte verschiedene Reiseangebote ein und befand sie allesamt als zu teuer, worauf er selber zwei Reisebusse für seine Gruppe charterte. Während der gesamten Spanien-Fahrt fungierte der Pfarrer als Reiseleiter, Dolmetscher und Organisator zugleich. Die Reise endete in einem finanziellen Fiasko, doch Krogager erkannte eine Marktlücke: Er beschloss, die Reiseorganisation zu professionalisieren, um seine Landsleute preiswerter als andere Reiseveranstalter in den sonnigen Süden zu bringen. Krogager kaufte erst mehrere Reisebusse, später charterte er Flugzeuge und gründete mit Sterling Airways eine eigene Fluggesellschaft. Das Hotelangebot beschränkte sich auf beliebte Häuser mit großer Kapazität. Vertrieben wurden die Reisen über eigens gegründete Tjaereborg-Reisebüros. Schon in den siebziger Jahren war Krogagers Reiseveranstalter Tjaereborg der größte in Skandinavien, seine Sterling Airlines gehörte zu den wichtigsten Charter-Gesellschaften Europas.
Mit der erreichten Größe war es Tjaereborg schon sehr bald möglich, den Reisemarkt mit niedrigen Preisen zu erobern.

## Tjaereborg Deutschland
Am 20. Dezember 1973 wurde die Tjaereborg Reisen GmbH Deutschland als eine hundertprozentige Tochter von Tjæreborg Dänemark in das Handelsregister eingetragen. Das erste deutsche Tjaereborg-Reisebüro eröffnete 1974 in Düsseldorf, weitere Büros in Hamburg, Hannover und Berlin folgten. Nach drei Jahren war Tjaereborg bereits der viertgrößte Reiseveranstalter der Bundesrepublik.
1981 erwarb die allkauf Warenhaus GmbH mit Firmensitz in Mönchengladbach das Unternehmen Tjaereborg. Am 1. Januar 1987 stieg Jahn Reisen mit 49,9 % bei der Tjaereborg allkauf Reisen ein und erhöhte seine Beteiligung zum 15. Dezember 1989 auf 52,6 %.
Im Jahr 1990 erfolgte der Einstieg der früheren LTU-Gruppe über Jahn Reisen bei dem Reiseveranstalter Tjaereborg. Der Firmensitz der Tjaereborg allkauf Reisen GmbH blieb bis Ende 1996 in Mönchengladbach, danach siedelte sie zum Standort Düsseldorf über.
Am 1. Januar 2000 übernahm die LTU Touristik GmbH den Reiseveranstalter Tjaereborg zu 100 %.
Nach dem 1. Januar 2001 gehörte Tjaereborg zur Rewe Group. Der Kölner Konzern übernahm zu diesem Zeitpunkt alle Veranstaltermarken der LTU Touristik GmbH (Jahn Reisen, Tjaereborg, smile & fly, Meier´s Weltreisen). Das Management von Tjaereborg befand sich daraufhin in Köln.
Tjaereborg Deutschland wurde am 1. Juli 2014 in Travelix umbenannt, das Angebot wurde auf Pauschalreisen reduziert. Travelix ist heute eine Marke der DER Touristik.

## Tjaereborg Dänemark
In Dänemark wurde Tjaereborg 2009 vom Reiseveranstalter Spies übernommen, der wiederum zur Thomas-Cook-Gruppe gehört.